# Adelsverzicht
Ein Verzicht auf den Adelsstand war im Deutschen Kaiserreich und in Österreich-Ungarn durch eine ausdrückliche Erklärung möglich. Gesetzliche Regelungen hierfür gab es in den Königreichen Bayern und Sachsen, in den übrigen deutschen Ländern nicht. 
Für die Rechtswirksamkeit des Adelsverzichtes bedurfte es einer ausdrücklichen und förmlichen Erklärung des Verzichtenden gegenüber dem Staat. In Österreich war zusätzlich eine kaiserliche Genehmigung erforderlich. Damit war der Adelsverzicht durch konkludente Handlungen ausgeschlossen. Hier liegt auch der Unterschied zu dem durch Nichtgebrauch entstehenden verdunkelten Adel. 
Die Wirkung des Adelsverzichtes erstreckte sich in Bayern und Sachsen jedoch nicht auf die bereits geborenen Kinder.